# 클로텐
클로텐(독일어: Kloten)은 스위스 취리히주에 위치한 도시로 면적은 19.28km2, 높이는 446m, 인구는 19,672명(2018년 기준), 인구 밀도는 1,000명/km2이다. 글라트 계곡과 접하며 취리히에서 북쪽으로 약 10km 정도 떨어진 곳에 위치한다.
취리히 공항과 인접한 도시로서 공항 터미널이 이 곳에 위치한다. 도시의 전체 면적 가운데 34.1%는 농지로 사용되고 있고 26.7%는 산림 지대, 38.2%는 도로·건축물, 1%는 자연 지형이다.

## 역사
클로텐은 1155년에 클로툰(Chlotun)으로 처음 언급되었다.

## 지리
클로텐은 취리히시에서 북쪽으로 약 10km 떨어진 글라트 계곡에 있다. 취리히 공항에서 가장 가까운 마을이며, 공항 터미널과 비행장의 대부분이 시 경계 내에 있다.
클로텐의 면적은 19.3k㎡이다. 이 면적 중 34.1%는 농업용으로 사용되며 26.7%는 산림이다. 나머지 토지 중 38.2%는 정착지(건물 또는 도로)이고, 나머지(1%)는 불모지(강, 빙하 또는 산)이다.

## 인구통계
2020년 12월 31일 기준, 클로텐의 인구는 20,429명이다. 2007년 기준으로 전체 인구의 26.8%가 외국인이다. 지난 10년 동안 인구는 6.4%의 비율로 증가했다. 2000년 기준, 인구 대부분인 78.8%는 독일어를 사용하며, 이탈리아어가 두 번째로 많이 사용(4.2%)되고, 세르비아-크로아티아어가 세 번째(3.1%)이다.
2007년 선거에서 가장 인기 있는 정당은 46.1%의 득표율을 기록한 SVP였다. 다음으로 가장 인기 있는 세 정당은 SPS (16.3%), CSP (9.5%) 및 FDP (8.7%)였다.
인구의 연령분포(2000년 기준)는 아동·청소년(0~19세)이 전체 인구의 19.2%, 성인(20~64세)이 68.3%, 노인(64세 이상)이 ) 12.5%를 차지한다. 클로텐에서는 인구의 약 70.3%(25-64세)가 필수가 아닌 고등 교육 또는 추가 고등 교육(대학 또는 응용학문대학)을 완료했다.
클로텐의 실업률은 3.12%이다. 2005년 기준으로 1차 경제 부문에 91명이 고용되어 있고, 이 부문에 약 28개 기업이 관여하고 있다. 4,545명이 2차 부문에 고용되어 있고, 이 부문에 109개의 기업이 있다. 23,154명이 3차 부문에 고용되어 있으며, 이 부문에는 888개의 기업이 있다.
역사적 인구는 다음 표에 나와 있다.
| 년도 | 인구   |
| ---- | ------ |
| 1467 | c. 370 |
| 1634 | 842    |
| 1710 | 1,328  |
| 1850 | 1,524  |
| 1900 | 1,363  |
| 1950 | 3,429  |
| 1970 | 16,388 |
| 2000 | 17,190 |

## 경제
스위스 국제항공은 취리히 공항과 클로텐에 알파, 브라보, 찰리 건물로 구성된 사무실을 두고 있다. 스위스 월드 카고는 알파와 브라보 건물에 본사를 두고 있다. 스위스 프라이빗 항공은 스위스 복합 단지에 본사를 두고 있다. 스위쇼텔의 기업 사무실은 취리히 공항 부지와 클로텐에 있는 프리오리아 비즈니스 센터에 있다.
스위스에어가 존재했을 때 본사는 취리히 공항과 클로텐에 있었다.

## 기후
| 취리히 / 클로텐 (1981-2010)의 기후 | 취리히 / 클로텐 (1981-2010)의 기후 | 취리히 / 클로텐 (1981-2010)의 기후 | 취리히 / 클로텐 (1981-2010)의 기후 | 취리히 / 클로텐 (1981-2010)의 기후 | 취리히 / 클로텐 (1981-2010)의 기후 | 취리히 / 클로텐 (1981-2010)의 기후 | 취리히 / 클로텐 (1981-2010)의 기후 | 취리히 / 클로텐 (1981-2010)의 기후 | 취리히 / 클로텐 (1981-2010)의 기후 | 취리히 / 클로텐 (1981-2010)의 기후 | 취리히 / 클로텐 (1981-2010)의 기후 | 취리히 / 클로텐 (1981-2010)의 기후 | 취리히 / 클로텐 (1981-2010)의 기후 |
| 월                                 | 1월                                | 2월                                | 3월                                | 4월                                | 5월                                | 6월                                | 7월                                | 8월                                | 9월                                | 10월                               | 11월                               | 12월                               | 연간                               |
| ---------------------------------- | ---------------------------------- | ---------------------------------- | ---------------------------------- | ---------------------------------- | ---------------------------------- | ---------------------------------- | ---------------------------------- | ---------------------------------- | ---------------------------------- | ---------------------------------- | ---------------------------------- | ---------------------------------- | ---------------------------------- |
| 일평균 최고 기온 °C (°F)           | 3.2 (37.8)                         | 5.2 (41.4)                         | 10.3 (50.5)                        | 14.6 (58.3)                        | 19.3 (66.7)                        | 22.5 (72.5)                        | 25.0 (77.0)                        | 24.2 (75.6)                        | 19.8 (67.6)                        | 14.4 (57.9)                        | 7.6 (45.7)                         | 4.1 (39.4)                         | 14.2 (57.6)                        |
| 일일 평균 기온 °C (°F)             | 0.2 (32.4)                         | 1.1 (34.0)                         | 5.2 (41.4)                         | 8.9 (48.0)                         | 13.5 (56.3)                        | 16.7 (62.1)                        | 18.9 (66.0)                        | 18.2 (64.8)                        | 14.2 (57.6)                        | 9.8 (49.6)                         | 4.2 (39.6)                         | 1.4 (34.5)                         | 9.4 (48.9)                         |
| 일평균 최저 기온 °C (°F)           | −3.1 (26.4)                        | −3.1 (26.4)                        | 0.1 (32.2)                         | 3.0 (37.4)                         | 7.4 (45.3)                         | 10.6 (51.1)                        | 12.8 (55.0)                        | 12.4 (54.3)                        | 8.9 (48.0)                         | 5.5 (41.9)                         | 0.7 (33.3)                         | −1.6 (29.1)                        | 4.5 (40.1)                         |
| 평균 강수량 mm (인치)              | 65 (2.6)                           | 60 (2.4)                           | 74 (2.9)                           | 74 (2.9)                           | 109 (4.3)                          | 110 (4.3)                          | 115 (4.5)                          | 108 (4.3)                          | 90 (3.5)                           | 87 (3.4)                           | 76 (3.0)                           | 81 (3.2)                           | 1,048 (41.3)                       |
| 평균 강설량 cm (인치)              | 14.4 (5.7)                         | 14.6 (5.7)                         | 7.5 (3.0)                          | 0.5 (0.2)                          | 0 (0)                              | 0 (0)                              | 0 (0)                              | 0 (0)                              | 0 (0)                              | 0.3 (0.1)                          | 5.4 (2.1)                          | 13.5 (5.3)                         | 56.2 (22.1)                        |
| 평균 강수일수 (≥ 1.0 mm)           | 9.9                                | 8.6                                | 10.7                               | 10.4                               | 11.7                               | 11.7                               | 11.3                               | 11.0                               | 9.5                                | 9.8                                | 10.1                               | 10.5                               | 125.2                              |
| 평균 강설일수 (≥ 1.0 cm)           | 4.2                                | 3.8                                | 2.1                                | 0.4                                | 0                                  | 0                                  | 0                                  | 0                                  | 0                                  | 0                                  | 1.2                                | 3.5                                | 15.2                               |
| 평균 상대 습도 (%)                 | 86.0                               | 81.5                               | 75.5                               | 72.8                               | 72.4                               | 72.9                               | 72.2                               | 75.2                               | 78.9                               | 84.9                               | 85.4                               | 86.1                               | 78.7                               |
| 평균 월간 일조시간                 | 48                                 | 77                                 | 125                                | 159                                | 186                                | 204                                | 230                                | 208                                | 151                                | 93                                 | 50                                 | 35                                 | 1,566                              |
| 출처: MeteoSwiss                   |                                    |                                    |                                    |                                    |                                    |                                    |                                    |                                    |                                    |                                    |                                    |                                    |                                    |

## 스포츠
클로텐은 스위스 리그(SL)의 EHC 클로텐의 홈구장이다. 팀은 7,800석 규모의 스위스 아레나에서 홈 경기를 한다.

## 교육
슐레 클로텐은 4개 캠퍼스에서 초등학교 수업을, 2개 캠퍼스에서 2차 교육 수업을 개최하는 도시의 학교 시스템이다.
초등학교 캠퍼스에는 Dorf/Feld Primar, Hinterwelden Primar, Nagelimoos Primar 및 Spitz Primar가 있다. 두 개의 보조 캠퍼스는 Nagelimoos Sekundar와 Spitz Sekundar이다. 또한 직업학교와 음악학교가 있다.

## 교통
취리히 공항의 여객 터미널은 클로텐 시 서쪽에 있으며 공항의 나머지 부분도 시 경계 내에 있다. 도로와 철도를 포함한 많은 양의 지상 교통 인프라가 공항과 클로텐의 나머지 지역을 운행한다.
클로텐은 A51 고속도로를 통해 취리히와 연결되어 있으며 같은 고속도로를 통해 뷜라흐와 연결되어 있다. 또한 동쪽의 빈터투어와 같은 여러 곳으로 가는 도로에 있다.
시정촌 내에는 3개의 기차역이 있다. 공항의 기차역인 취리히 플루크하펜은 공항 터미널 지하에 있으며, 취리히 S-반 노선 S2, S16, S24뿐만 아니라 스위스 전역의 도시로 가는 장거리 열차가 운행된다. 클로텐역과 발스베르크역은 S-반 노선 S7에 의해 제공된다. 지자체의 서쪽에는 슈타트반 글로탈을 통해 운영되는 취리히 트램 10번과 12번 노선이 있다. 경전철 시스템, 트램은 취리히 공항과 발스베르크역에서 정차한다.